# Большая Милькова
Большая Милькова — деревня в Ирбитском МО Свердловской области, Россия.

## География
Деревня Большая Милькова «Ирбитского муниципального образования» находится в 18 километрах (по автотрассе в 21 километре) к востоку-юго-востоку от города Ирбит, на правом берегу реки Ница).

## Население
| 2002 | 2010 | 2021 |
| ---- | ---- | ---- |
| 54   | ↘40  | ↘19  |